# Panagiotis Kalaitzakis
Panagiotis Kalaitzakis (en griego Γιώργος Καλαϊτζάκης, Heraclión, Creta, 2 de enero de 1999) es un baloncestista griego que pertenece a la plantilla del Panathinaikos B.C. de la A1 Ethniki de Grecia y la Euroliga. Con 2,00 metros de estatura, juega en la posición de escolta. Es hermano también del jugador Georgios Kalaitzakis.

## Trayectoria deportiva
Tras pasar por las categorías inferirores del Aris Thessaloniki, debuta como profesional en la Greek Basket League en la 2016–17 con el Aris B.C..
Tras dos temporadas fue cortado el 15 de julio de 2018, uniéndose al recién ascendido Holargos B.C..
El 28 de agosto de 2019, firma por el Nevėžis Kėdainiai de la Lithuanian Basketball League. 
El 16 de marzo de 2021, firma por el Lietkabelis Panevėžys de la Lithuanian Basketball League.
En julio de 2022, firma por tres temporadas con el Panathinaikos de la Greek Basket League y la Euroliga.

### Selección nacional
Ha sido integrante de las selecciones júnior de Grecia, con las que disputó el EuroBasket Sub-18 de 2017, el EuroBasket Sub-20 de 2018 y el EuroBasket Sub-20 de 2019.
Su primera convocatoria con la selección absoluta fue en los encuentros clasificatorios para el Mundial de 2023.
Entre julio y agosto de 2024 fue parte de la selección absoluta de Grecia, que disputó los Juegos Olímpicos de París, finalizando en octava posición.